# Trumon
Trumon o Tarumon fou un antic estat natiu de les Índies Orientals Neerlandeses a la subresidència de la Costa Occidental d'Atjeh, govern d'Atjeh, Sumatra. L'estat es va establir a l'inici del segle xix en el regnat d'Aladdin VI Djawhar Alam Syah bin Aladdin Muhammad Syah (1795-1815 i 1818-1824), sultà d'Aceh, quan un home anomenat Baba Bujang es va establir a la comarca i va acabar fundant l'estat nominalment sota dependència d'Atjeh. Va fer treballar les terres i el país va esdevenir pròsper. Bujang fou enderrocat per son germà Lebeï Dapha que es va independitzar d'Atjeh, situació confirmada de iure el 1874.

## Banderes
- La bandera reial era quadrada, de color negre amb una banda blanca a la part del pal ocupant més o menys un 20% de la llargada; a la part negra una espasa o kleewang amb la punta cap al vol, sobre la qual un disc, totes les càrregues en blanc.
- La bandera del príncep hereu era rectangular negre amb dues espases (kleewangs) creuades i sobre elles un petit disc, tot en blanc; sobre la bandera una flàmula negre.
- El pavelló de guerra era quadrada negre amb un disc blanc descentrat cap a la part del pal.
- Bandera rectangular negre amb una kleewang blanca horitzontal, amb el puny prop de la part del pal, sobre la qual un disc blanc just damunt del puny, d'ús indeterminat.

John Mc Meekin assenyala també una altra bandera d'ús desconegut, probablement bandera reial des de 1874:
- Bandera rectangular de color blau amb una banda vertical blanca a la part del pal (ocupant aproximadament una vuitena part de la llargada); al mig de la part blava una espasa blanca (punta cap al vol) sobre la qual un disc també blanc.

Després del 1874 els holandesos van permetre l'ús d'una bandera d'estat de color blau amb l'espasa blanca (punta cal al vol) situada prop de la part del pal, i sobre la qual un disc blanc de mesura considerable. Aquesta bandera havia de ser hissada sota la bandera holandesa.